# شوارتینبک
شهر شوارتینبک (به آلمانی: Schwarzenbek) در ایالت اشلسویگ-هل‌اشتاین در کشور آلمان واقع شده‌است.